# 杨玉环 (1941年)
杨玉环（1941年—），福建漳浦人，生于印度尼西亚万隆，中华人民共和国政治人物，上海市归国华侨联合会原主席，中华全国归国华侨联合会原副主席，第十届全国政协委员。